# Weber-Zahl

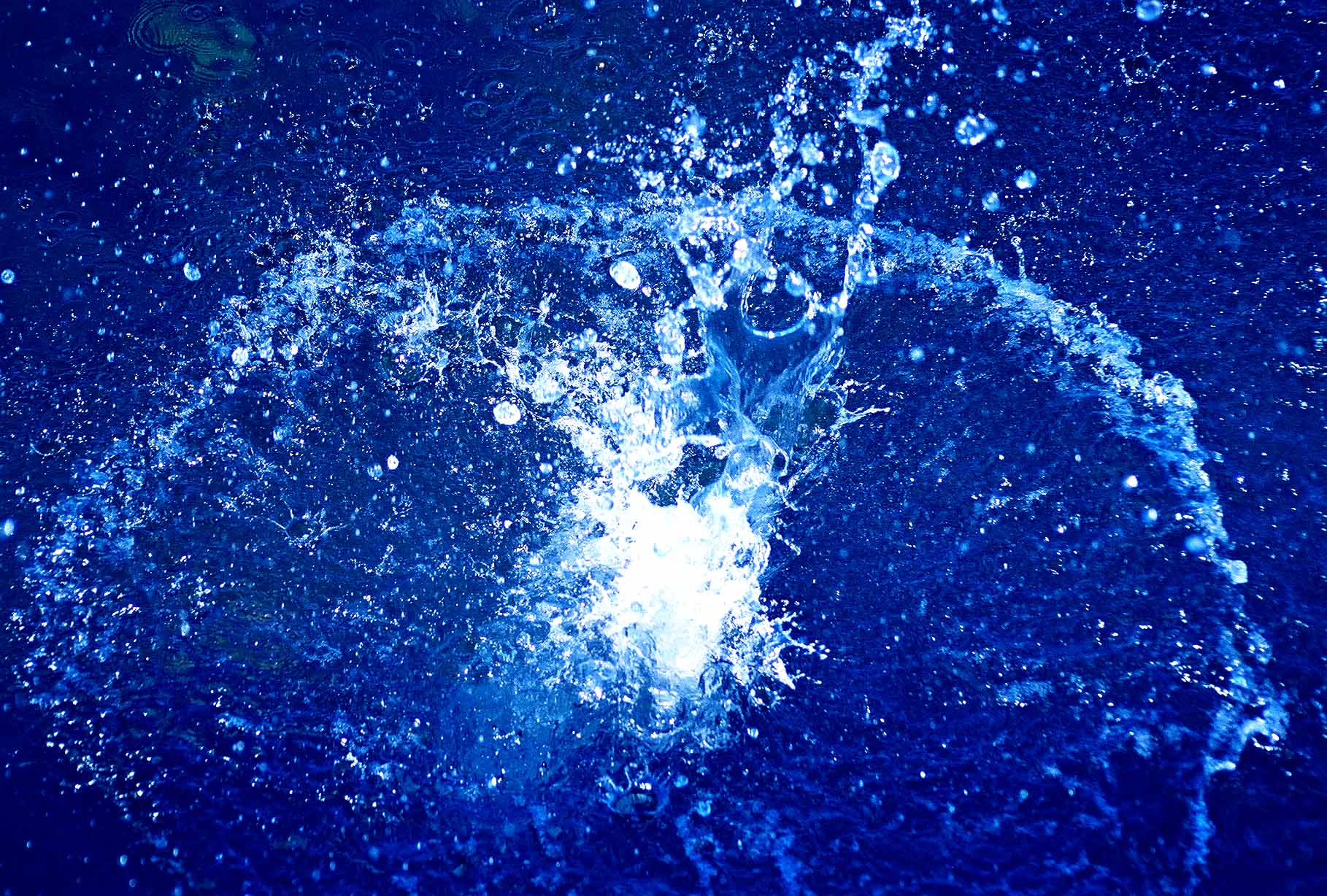
Tropfenbildung des Spritzwassers nach Aufschlag eines Steins. Die nicht-sphärischen Tropfen sind charakteristisch für große Weber-Zahlen.

Die Weber-Zahl (benannt nach Moritz Weber, Formelzeichen: {\displaystyle {\mathit {We}}}) ist eine dimensionslose Kennzahl der Strömungsmechanik. Sie ist bei Zweiphasenströmungen, z. B. ein Wassertropfen in Luft, das Verhältnis von Trägheitskraft zur stabilisierenden Oberflächenkraft:
{\displaystyle {\mathit {We}}={\frac {\rm {Tr{\ddot {a}}gheitskraft}}{\rm {Oberfl{\ddot {a}}chenkraft}}}={\frac {\rho \,v^{2}\,L}{\sigma }}}
Dabei ist
- {\displaystyle \rho } die Dichte
- {\displaystyle v} die relative Strömungsgeschwindigkeit zwischen umgebendem Medium und dem Tropfen
- {\displaystyle L} die charakteristische Länge, meist der Durchmesser des Tropfens
- {\displaystyle \sigma } die Oberflächenspannung.

Die Weber-Zahl dient als Maß für die Blasenbildung und Tropfenverformung, insbesondere zur Charakterisierung der Zerstäubungsqualität eines Sprays: je größer die Weber-Zahl, 
- desto größer die Deformationswirkung der Anströmung auf den Tropfen
- desto weiter hat sich der Tropfen von der Kugelform entfernt
- desto stärker zerfällt der Flüssigkeitsstrahl.